# ウィリアム・B・ヘルムライク
ウィリアム・B・ヘルムライク(William B. Helmreich)、ないし、ウィリアム・ヘルムライク(William Helmreich)として知られた、ウィリアム・ベンノ・ヘルムライク（William Benno Helmreich、1945年8月25日 - 2020年3月28日）は、ニューヨーク市立大学シティカレッジのコリン・パウエル公共グローバル・リーダーシップ校、および、大学院センターの社会学教授を務めたアメリカ合衆国の社会学者、著作家。
ヘルムライクは、ニューヨーク市立大学のディスティングイッシュトプロフェッサー（特別待遇の教授）であり、人種・民族関係、宗教、移民、リスク行動、ニューヨーク市の社会学、都市社会学、消費者行動、市場調査などを専門とした。

## 生い立ち
ヘルムライクは、1945年にスイスのチューリッヒで、ホロコーストを生き延びたホロコースト・サバイバーの両親のもとに生まれた。1946年、幼児だった彼は、アメリカ合衆国へ連れて行かれ、以降はニューヨーク市マンハッタン区のアッパー・ウエスト・サイドで育った。

## 経歴
ヘルムライクは、幼い頃のことについて、『Wake Up, Wake Up, to Do the Work of the Creator』と題した著書の中で述べているが、この署名は毎日の礼拝のために朝飽きることを促して家から家へと声掛けされるイディッシュ語のフレーズに基づいて名付けられたものである。
ヘルムライクは、彼がインタビューしたとされる「過去の有名なイェシーバー（ユダヤ教の神学校）の校長 (roshei Yeshiva) たち多数」の録音について尋ねられた際に、「一時は、録音を所持していると思っていたが、どうやら私の手元にあるのは文字に書き起こしたものだけのようだ」と答えていた。彼はこの書き起こされた文書を、「アルマ・マータ（母校）」であるイェシーバー大学に寄贈した。

## おもな著書
- The Black Crusaders (1973)
- The things they say behind your back (1982)
- The World of the Yeshiva (1982)
- Flight Path (1989)
- Against All Odds (1992)
- The Enduring Community (1998)
- What Was I Thinking (2010)
- The New York Nobody Knows (2013)
- The Brooklyn Nobody Knows (2016)
- The Manhattan Nobody Knows (2018)

### The World of the Yeshiva
ヘルムライクは、1982年の著書『The World of the Yeshiva』（書名は「イェシーバーの世界」の意）を18年後に改訂したが、これは1980年の調査以降に「厳格な正統派の中において」生じた社会的変化を反映したものであった。『ニューヨーク・タイムス』紙は、同書の新版について、「大学の学部および大学院相当」のレベルで学ぶフルタイムの学生が倍増したことと、人口増加という2つの領域についてハイライトを当てて紹介した。

### 編書
ヘルムライクは、アメリカ合衆国出身の元社会活動家で、テロリストとしてイスラエルのテル・モンド監獄に収容されたエラ・ラパポート (Era Rapaport) からの書簡を編纂して、『テル・モンド監獄からの手紙―一人のイスラエル人入植者とテロ (Letters from Tel Mond Prison: An Israeli Settler Defends His Act of Terror)』を1996年に出版した。同書は、島津厚久の翻訳により2003年に日本語でも出版された。

## 病死
ヘルムライクは、2019年コロナウイルス感染症が流行中の2020年3月28日に、ニューヨーク州グレート・ネックで、2019新型コロナウイルスによる急性呼吸器疾患により、74歳で死去した。